# Khatuna Lorig
Khatuna Lorig (n. 1 ianuarie 1974, Tbilisi, Republica Sovietică Socialistă Gruzină, URSS) este o arcașă ce a reprezentat Uniunea Republicilor Sovietice Socialiste, Georgia și Statele Unite, medaliată olimpică. A participat la 5 ediții ale Jocurilor Olimpice (1992, 1996, 2000, 2008, 2012) în care a câștigat o medalie de bronz.